# جيسي هوغن
جيسي هوغن (بالإنجليزية: Jesse Hogan)‏ هو لاعب كرة قدم أسترالية أسترالي، ولد في 12 فبراير 1995 في برث في أستراليا.

## وصلات خارجية
- جيسي هوغن على موقع AustralianFootball.com (الإنجليزية)
- جيسي هوغن على موقع AFLtables.com (الإنجليزية)